# 혼고 아키요시
혼고 아키요시(일본어: 本郷あきよし)는 주식회사 위즈에서 기획하고 거대 완구업체인 반다이에서 발매한 디지털 몬스터를 기반으로 하는 디지몬의 애니메이션과 게임의 컨셉과 캐릭터를 디자인한 일본의 원작자이다.

## 개요
지금 현재의 디지몬이라는 개념을 만들어낸 원작자로서 널리 알려져 있지만 실제로는 혼고 아키요시는 단순히 저작권의 등록을 위해 가공된, 실질적으로는 존재하지 않는 사람이며 실제로 디지털 몬스터의 기본 개념과 캐릭터 디자인의 대부분은 주식회사 위즈의 치프 디자이너인 와타나베 겐지가 맡았고 이후 반다이 캐릭터 사업부의 볼케이노 오오타로, 기타가와 하라마코토 이렇게 세명이서 작업하고 있으며, 시리즈의 각본이나 기획은 도에이 애니메이션의 세키 히로미가, 디지몬 시리즈의 전체 구성은 가츠도우 히로유키가 맡고 있다.
혼고 아키요시라는 이름은 주식회사 위즈에서 다마고치를 만든 아키 마이타의 '아키', 도에이 애니메이션에서 캐릭터 디자인을 맡은 나카츠루 카츠요시의 '요시', 그리고 반다이의 타케이치 혼고의 이름을 합쳐 만든 것으로 디지몬에 대한 세 회사의 저작권을 상징한다고 볼 수 있다.
실제로도 선라이즈에서는 야타테 하지메, 도에이 애니메이션에서는 도도 이즈미라는 가공인물을 원작자로 사용하고 있다. 이러한 이유는 이전의 일본의 저작권등록법은 개인의 명의로만 등록이 가능하며 법인 명의로는 인정되지 않았다. 이 때문에, 프로그램 제작사에서는 이렇게 가공의 인물을 내세운 의인명칭을 사용하는 것이 많았다.

## 원작 작품

### 애니메이션
- 디지몬 어드벤처 - 원작
- 파워 디지몬 - 원작, 캐릭터 디자인
- 디지몬 테이머즈 - 원작
- 디지몬 프론티어 - 원작
- DIGITAL MONSTER X-EVOLUTION - 원작
- 디지몬 세이버즈 - 원작
- 디지몬 크로스워즈 - 원작

### 서적
- 디지몬 어드벤처 V테이머01 - 원작
- 디지몬 넥스트 - 원작